# Raghu
Raghu est un empereur indien légendaire de la dynastie Ikshvaku (en). Si l'on en croit le Raghuvamsha de Kalidasa, il était fils du roi Dilîpa (en) et de la reine Sudakshina. Son nom sanskrit signifie « le rapide », en référence à son habileté pour conduire les chars. Il est l'auteur d'exploits si remarquables qu'il a donné son nom à sa propre dynastie, la dynastie Raghuvaṃśa (en), ou Raghukula. L'histoire de celle-ci est également rapportée dans le Raghuvamsha.

## Lignée
Plusieurs puranas, dont le Vishnu Purana, le Vayu Purana (en) et le Linga Purana (en), mentionnent Dirghabahu comme le fils de Dilîpa (en) et Raghu comme le fils de Dirghabahu. Le Harivamsha, le Brahma Purana et le Shiva Purana (en), au contraire, font de Raghu un fils de Dilīpa et de « Dirghavahu » un simple épithète. Le Raghuvamsha fait également de Raghu le fils de Dilīpa.
Selon la plupart des puranas, comme de Kalidasa, Raghu a eu pour successeur son fils Aja (en), père de Dasharatha, lui-même père de Râma, Lakshmana, Bharata et Shatrughna.

## Biographie
Le père (ou grand-père) de Raghu, Dilîpa (en), était un roi très pieux, qui avait accompli 100 yajnas (sacrifices rituels). Jusqu'alors, seul le dieu Indra avait fait de même. Pour empêcher Dilîpa d'égaler son record, il suscita en vain des obstacles à l'accomplissement du centième yajna.
Certains éléments indiquent qu'à l'époque classique, Raghu était un héros plus important qu'il ne l'est aujourd'hui. L'épopée (mahakavya (en)) de Kalidasa consacrée aux ancêtres de Râma porte le nom de Raghuvamsha, ou « Dynastie de Raghu ». Râma lui-même est souvent désigné par des appellations rappelant son appartenance à la lignée de Raghu (Raghava, Raghunandan et Raghukula Nayaka).

## Point de vue de Guru Gobind Singh
Dans le Dasam Granth, Guru Gobind Singh (1666-1708) qualifie Raghu de grand philosophe, souverain et prédicateur de la religiuon véritable.